# Anne Matalon
Pour les articles homonymes, voir Matalon.
Anne Matalon, née le 7 juillet 1959 à Chêne-Bougeries et morte le 10 juillet 2012 à L'Haÿ-les-Roses, est une femme de lettres française, autrice de romans policiers, de romans littéraires et d'essais.

## Biographie
Elle est la fille de Benjamin Matalon, psycho-sociologue, et de Josette Bornand, citoyenne suisse née à Neuchâtel.
Anne Matalon effectue des études de philosophie. À partir de 1986, elle est documentaliste à la Caisse des dépôts et consignations, où elle occupera par la suite plusieurs postes dans les services de communication interne.
En 1996, elle publie son premier roman, Petit Abécédaire des entreprises malheureuses dans lequel « avec ironie, (elle) tourne en dérision la vie quotidienne d'une grande entreprise, lieu d'enjeux et de rivalités dérisoires ». En 1997 paraît Alba Capra, une « intrigue d'une grande fantaisie ». Pour Laurent Greusard, collaborateur du Dictionnaire des littératures policières, ces « deux ouvrages manient avec bonheur l'humour distancié et se jouent des poncifs du genre policier ». En 2002, elle est lauréate du prix Alberto-Benveniste pour son roman Conférence au club des intimes.
En 1998, elle est atteinte d'un cancer des ovaires  contre lequel elle se battra avec vaillance pendant quatorze ans. Pendant les rémissions, elle trouvera le temps, le courage et l'énergie de créer une entreprise innovante, L'Embellie, près de la Bastille à Paris. Le lieu est à la fois un magasin cosy où les femmes atteintes du cancer vont trouver en un seul lieu tout ce dont elles ont soudainement besoin : des prothèses, des vêtements adaptés, mais aussi des colifichets, de quoi se faire belles (car "Une femme malade n'est pas que malade !") des livres pour mieux comprendre leur maladie, mais surtout une écoute, et des ateliers de différentes disciplines de développement personnel : yoga, hypnose, qi-cong, maquillage...
Elle est également l'autrice de deux essais traitant du cancer.
Elle meurt de cette maladie en juillet 2012. Un film réalisé par Anne Kunvari, Le Moment et la Manière retrace son combat contre le cancer.

## Œuvre

### Romans
- Petit Abécédaire des entreprises malheureuses, Éditions Baleine, coll. « Canaille-revolver » no 25 (1996)  (ISBN 2-84219-024-6), réédition J'ai lu policier no 6660 (2003)  (ISBN 2-290-33008-6)
- Alba Capra, Éditions Baleine, coll. « Canaille-revolver » no 75 (1997)  (ISBN 2-84219-076-9)
- Conférence au club des intimes, Éditions Phébus, coll. « D'aujourd'hui » (2001)  (ISBN 2-85940-752-9)

### Essais
- Chimiofolies suivi de La Route de Saint-Antoine, HB éditions (2000)  (ISBN 2-911406-67-2), réédition Encre bleue éditions, coll. « Pages d'encre » (2001)  (ISBN 2-84379-186-3), réédition  Éditions Mosaïque-santé, coll. « Autres regards sur le cancer » (2013)  (ISBN 978-2-84939-077-1)
- Apprivoiser le crabe - Un médecin et une malade face au cancer (coécrit avec Élisabeth Lucchi-Angellier), Éditions Phébus, coll. « Le Vif du sujet » (2006)  (ISBN 2-75290-158-5)

### Nouvelle
- Granville Évasion Palace, La Loupiote, revue Caïn hors-série no 3 (1998)

## Prix et distinctions
- Prix Alberto-Benveniste 2002 pour Conférence au club des intimes

## Sources
: document utilisé comme source pour la rédaction de cet article.
- Claude Mesplède (dir.), Dictionnaire des littératures policières, vol. 2 : J - Z, Nantes, Joseph K, coll. « Temps noir », 2007, 1086 p. (ISBN 978-2-910686-45-1, OCLC 315873361), p. 331.